# Karl Ruprecht

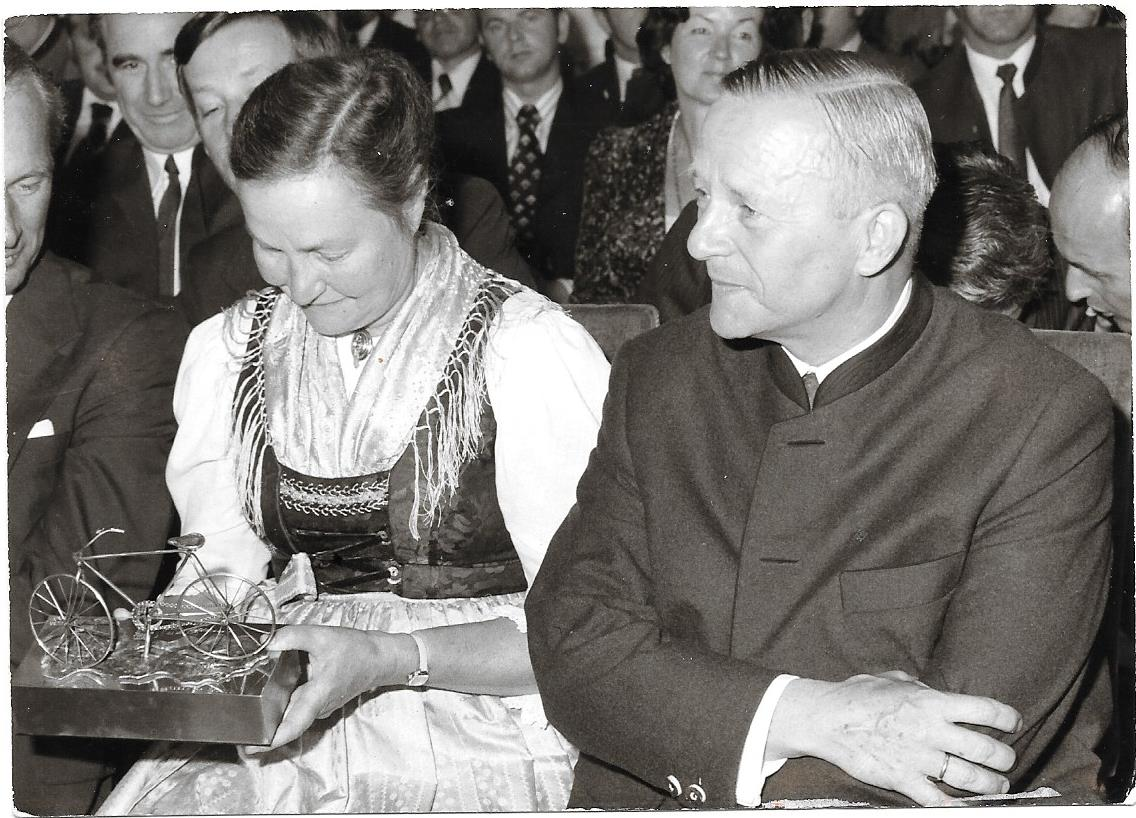
Karl Ruprecht und Frau Jolanda

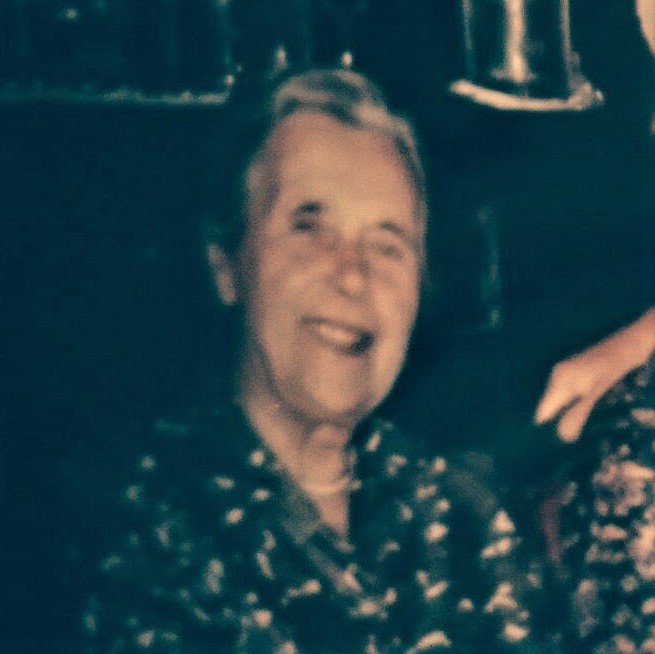
Hedwig Ruprecht

Karl Theodorich Arnulf Ruprecht (* 19. Juni 1910 in Kirchenviertel, Steiermark; † 3. November 1986 in Salzburg) war ein österreichischer nationalsozialistischer Volkskundler und Versicherungsfachmann.

## Leben
Karl Ruprecht wurde in Kirchenviertel in der Nähe von Graz geboren und wuchs dort auf. Er trat zum 26. September 1930 der NSDAP bei (Mitgliedsnummer 300.465) und begann ein Studium der Germanistik, Anglistik und Volkskunde an der Universität Graz, wechselte zur Universität Wien und schließlich 1934 an die Universität Königsberg, wo er 1936 bei Walther Ziesemer mit einer Arbeit über Wilhelm Heinrich Riehl promoviert wurde. Danach wurde er Mitarbeiter von Hans Hagemeyer im Amt Schrifttumspflege, das zum Amt Rosenberg gehörte. Sodann arbeitete Ruprecht im Amt Volkskunde und Feiergestaltung von Hans Strobel und bewertete die Schriften von Adolf Bach, wobei er ihm eine zu geringe Berücksichtigung des rassischen Faktors vorwarf. Für das Institut für deutsche Volkskunde, das im Rahmen der sogenannten Hohen Schule der NSDAP eingerichtet wurde, wurde Ruprecht der Aufbau und die Leitung der Forschungsstelle Bäuerliche Lebensformen übertragen. Diese Forschungsstelle wurde 1938 in Salzburg begründet. Dass die Forschungsstelle Spiel und Spruch im Zisterzienserkloster Stift Rein bei Graz eingerichtet wurde, ging wohl auf eine Anregung von Karl Ruprecht zurück.
In einer Radiosendung im April 1939 verkündete Ruprecht, dass Ostern und Weihnachten von der künstlichen christlichen Deutung befreit werden sollten, um zu ihrem nordischen Wesen zurückzukehren, da die Kirche die früheren germanischen Bräuche übernommen hätte.
Während des Krieges geriet Karl Ruprecht in Konflikt mit der Forschungsgemeinschaft Deutsches Ahnenerbe der SS. Richard Wolfram, der Leiter der SS-„Lehr- und Forschungsstätte für germanisch-deutsche Volkskunde“, legte Wolfram Sievers in puncto Ruprecht „extreme Vorsicht“ nahe.
Ruprecht publizierte u. a. in den Nationalsozialistischen Monatsheften und in den Zeitschriften Deutsche Volkskunde und Idee und Tat.
Karl Ruprecht wohnte in der Richard Strehlestrasse 5 in Salzburg und war Generaldirektor der Bundesländerversicherung. Er starb an den Brandverletzungen bei einem Badeunfall.

## Publikationen
- Wilhelm Heinrich Riehls „Kulturgeschichtliche Novellen“ mit Berücksichtigung ihres Verhältnisses zur Quelle, Dissertation, Verlag Paul Escher, Königsberg 1936 (mit Lebenslauf).
- Nationalsozialistische oder liberale Volkskunde? In: Nationalsozialistische Monatshefte 8, 88, 1937, S. 632–634.
- Deutsches Volkstum und Konfessionelle Volkskunde. In: Nationalsozialistische Monatshefte 8, 92, 1937, S. 962–979.
- Bolschewismus und Volkskultur. In: Nationalsozialistische Monatshefte 14, 158, 1943, S. 370–376.